# Nowy Staw Wąskotorowy
Nowy Staw Wąskotorowy – nieistniejąca węzłowa stacja kolejowa w Nowym Stawie wchodząca w skład Gdańskich Kolei Dojazdowych. 

## Historia
Stacja powstała w 1891 roku po wybudowaniu linii kolejowej z Kościeleczek przeznaczonej do dowozu buraków cukrowych do cukrowni w Nowym Stawie. Status stacji węzłowej uzyskała 23 grudnia 1898 roku po uruchomieniu linii kolejowej z Lichnów do Lipinki. Przy stacji kolejowej zlokalizowano punkt styczny z linię normalnotorową. 
Przez lata funkcjonowania głównym zadaniem stacji była obsługa nowostawskiej cukrowni. W latach sześćdziesiątych DOKP w Gdańsku podjęła decyzję o zawieszeniu przewozów pasażerskich na linii do Lichnów i Lipinki Gdańskiej. 4 listopada 1996 roku zawieszono przewozy towarów (buraków cukrowych) na całej sieci Gdańskich Kolei Dojazdowych i podjęto decyzję o likwidacji sieci kolei wąskotorowych. W latach dziewięćdziesiątych zburzono budynek dworca kolei wąskotorowej.